# Paragnorima fuscescens
Paragnorima fuscescens är en fjärilsart som beskrevs av George Francis Hampson 1893. Paragnorima fuscescens ingår i släktet Paragnorima och familjen sikelvingar. Inga underarter finns listade i Catalogue of Life.